# LOTTE
LOTTE, de artiestennaam van Charlotte Rezbach (Ravensburg, 14 juli 1995) is een Duits zangeres.
In 2017 bracht zij haar eerste single Auf beiden Beinen uit, en speelde in Duitsland op ruim dertig festivals.

## Discografie

### Albums
- 2017: Querfeldein
- 2019: Gluck
- 2022: Woran hältst Du dich fest, wenn alles zerbricht?